# (36428) 2000 PV8
2000 PV8 (asteroide 36428) é um asteroide da cintura principal. Possui uma excentricidade de 0.21827900 e uma inclinação de 15.88537º.
Este asteroide foi descoberto no dia 9 de agosto de 2000 por John Broughton em Reedy Creek.